# Vassouras
Vassouras es un municipio brasileño del estado de Río de Janeiro, localizado a una latitud de 22°24'14" sur y a una longitud de 43°39'46" oeste, estando a una altitud de 434 metros sobre el nivel del mar. Tiene una población de 34.439 habitantes (estimativas IBGE/2016), una superficie de 552 km² y una densidad demográfica de 62,3 hab./km².
En el período colonial, la ciudad fue una importante ruta de conexión a la capital del estado. En los días actuales, la ciudad es un importante polo turístico en la región.

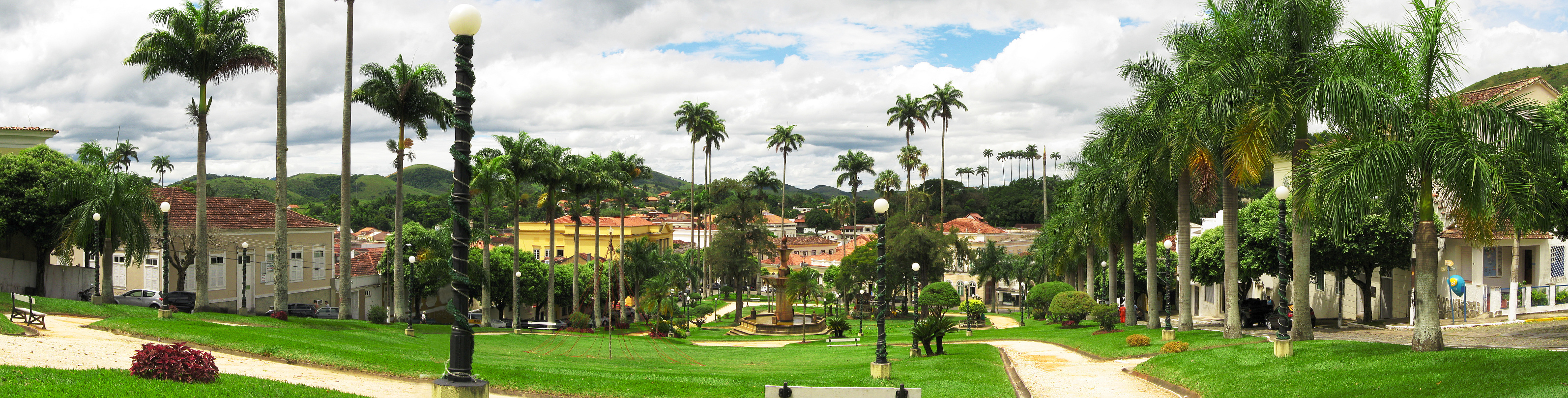